# Lonevåg
Lonevåg è un villaggio della Norvegia, situato nella municipalità di Osterøy, nella contea di Vestland.